# Radio (medio de comunicación)

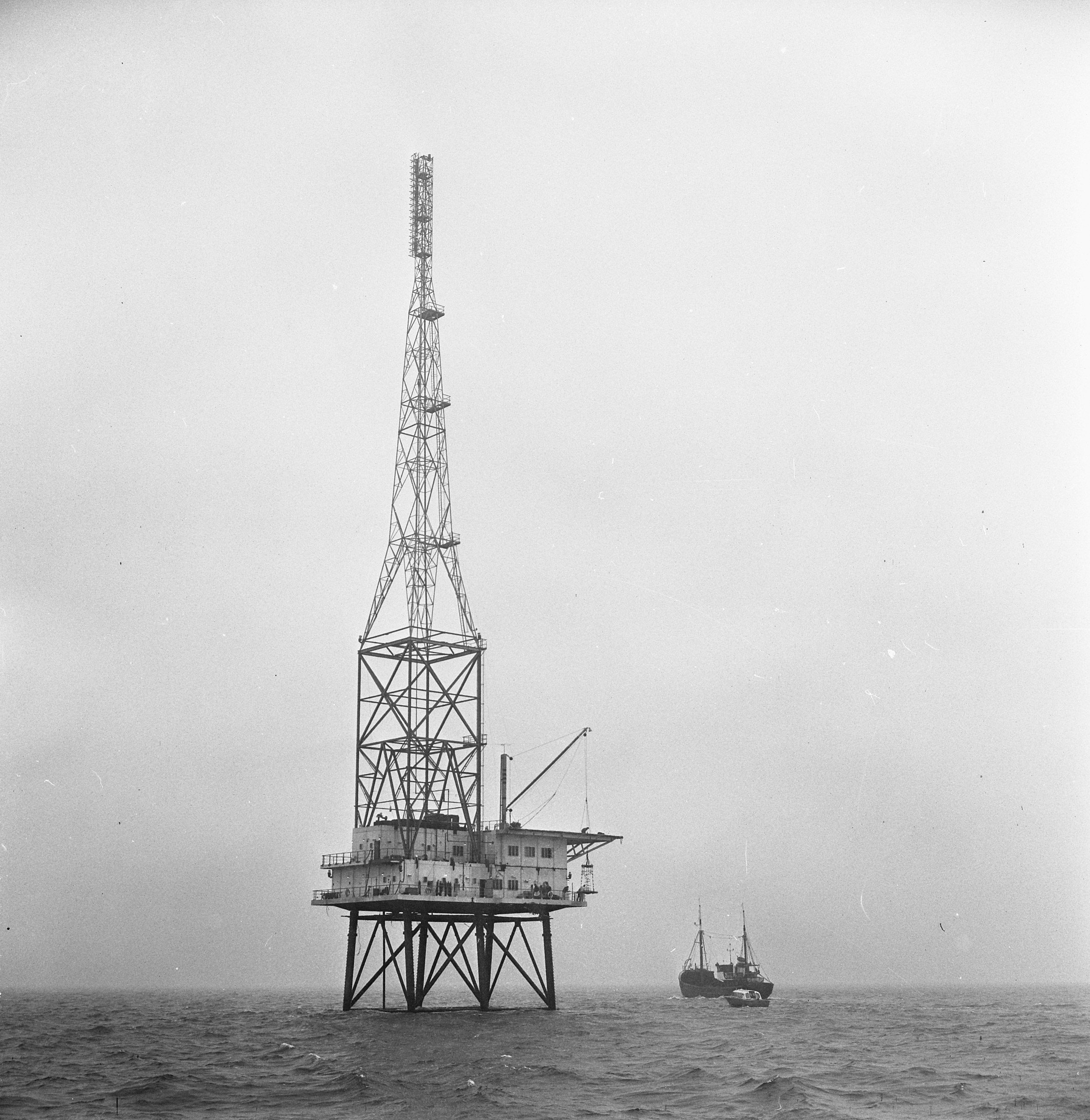
La emisora ilegal de radio Isla REM en el Mar del Norte, desmantelada por las autoridades de los Países Bajos en 1964.

La radiofonía (comúnmente acortado como radio; o radiodifusión, término no estrictamente sinónimo) es un medio de comunicación que se basa en el envío de señales de audio a través de ondas. 
El término «radio» también para otras formas de envío de audio a distancia como la radio por Internet.

## Radio comunicación o radiocomunicación
La radiocomunicación es la tecnología que posibilita la transmisión de señales mediante la modulación (de su frecuencia o amplitud) de ondas electromagnéticas. Estas ondas no requieren un medio físico de transporte, por lo que pueden propagarse a través del vacío. 
Una onda de radio se origina cuando una partícula cargada (por ejemplo, un electrón) se extiende a una frecuencia situada en la zona de radiofrecuencia (RF) del espectro electromagnético. Cuando la onda de radio actúa sobre un conductor eléctrico (la antena), induce en un movimiento de la carga eléctrica (corriente eléctrica) que puede transformarse en señales de audio u otro tipo de señales portadoras de información.

## Historia de la radiocomunicación

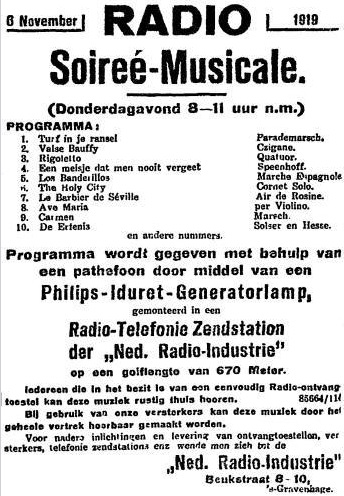
Anuncio colocado el 5 de noviembre de 1919 por Nieuwe Rotterdamsche Courant, acerca de la primera emisión radiofónica de PCGG, programada para la noche siguiente.

Es difícil atribuir la invención de la radio a una única persona. En diferentes países se reconoce la paternidad en clave local: Aleksandr Stepánovich Popov hizo sus primeras demostraciones en San Petersburgo, Rusia; Nikola Tesla en San Luis (Misuri); Guillermo Marconi en el Reino Unido o el comandante Julio Cervera en España. 
En 1873, el físico escocés James Clerk Maxwell formuló la teoría de las ondas electromagnéticas, que son la base de la radio. En 1887, el físico alemán Heinrich Hertz confirmó las teorías de Maxwell, descubriendo la forma de producir y detectar ondas electromagnéticas, y en 1894 el serbio Nikola Tesla hizo su primera demostración en público donde transmitió en radio. Al poco tiempo, en 1895, el italiano Guillermo Marconi construyó el primer sistema de radio, logrando en 1901 enviar señales a la otra orilla del Atlántico, a través de 3360 km de océano; pero como lo hizo con patentes de Tesla se le atribuye el trabajo a este último.
El español Julio Cervera, que trabajó tres meses en 1898 en el laboratorio privado de Marconi es, según investigaciones realizadas por un profesor de la Universidad de Navarra, el inventor de la radiofonía: Marconi inventó antes que Cervera la telegrafía sin hilos, pero no trabajó en la radiofonía hasta 1913, mientras que Cervera fue quien resolvió los problemas de la telefonía sin hilos, lo que conocemos hoy día como radio, al transmitir la voz humana -y no señales- sin hilos entre Alicante e Ibiza en 1902, y llegó a registrar la patente en cuatro países: España, Inglaterra, Alemania y Bélgica.
Las primeras transmisiones para entretenimiento regulares comenzaron en 1920 en Argentina. El 27 de agosto, desde la azotea del Teatro Coliseo de Buenos Aires, la Sociedad Radio Argentina transmitió la ópera de Richard Wagner Parsifal, comenzando así con la programación de la primera emisora de radiodifusión en el mundo. Su creador, organizador y el primer locutor del mundo fue el doctor Enrique Telémaco Susini. Para 1925, ya había doce estaciones de radio en esa ciudad y otras diez en el interior del país.
En Estados Unidos, la primera emisora de carácter regular e informativo es considerada por muchos autores la estación 8MK (hoy, WWJ), de Detroit (Estados Unidos), perteneciente al diario The Detroit News, aunque muchos autores opinan que es la KDKA de Pittsburgh que comenzó a emitir en noviembre de 1920, porque obtuvo una licencia comercial antes que aquella.[cita requerida]
En los años 1920, la amplificación mediante válvula termoiónica revolucionó tanto los radiorreceptores como los radiotransmisores.
En México, en 1921 se realizó la primera transmisión de la primera Estación de Radio. Ocurrió en Monterrey, Nuevo León, gracias al ingeniero Constantino de Tárnava con la temporalmente llamada TND la cual después del uso de varias nominales obtiene en 1929 los indicativos XEH.
En 1933 Edwin Armstrong describe un sistema de radio de alta calidad, menos sensible a los parásitos radioeléctricos que la AM, utilizando la modulación de frecuencia (FM). A finales de la década este procedimiento se establece de forma comercial, al montar a su cargo el propio Armstrong una emisora con este sistema.
En los años 1950 la tecnología radiofónica experimentó un gran número de mejoras que se tradujeron en la generalización del uso del transistor.
En 1957, la firma Regency introduce el primer receptor transistorizado, lo suficientemente pequeño para ser llevado en un bolsillo y alimentado por una pequeña batería. Era fiable porque al no tener válvulas no se calentaba. Durante los siguientes veinte años los transistores desplazaron a las válvulas por completo, excepto para muy altas potencias o frecuencias donde el transistor resultaba económicamente inviable.
Entre las décadas de los años 1960 y 1980 la radio entra en una época de declive debido a la competencia de la televisión y el hecho que varias emisoras fueron abandonando el emitir en onda corta (de alcance global) pasando al rango de VHF (el cual solo tiene un alcance de cientos de kilómetros), con tamaños de antenas más manejables.
En los años 1990 las nuevas tecnologías digitales comienzan a aplicarse al mundo de la radio. Aumenta la calidad del sonido y se hacen pruebas con la radio satelital (también llamada radio HD), esta tecnología permite el resurgimiento en el interés por la radio.
En 2007 se crea la radio digital DAB+. La radio DAB+ es el más significativo avance en tecnología de radio desde la introducción del FM y AM stereo.
Además, la radio tuvo un papel muy importante en ciertos momentos de la historia, como por ejemplo la Revolución de los Claveles, este conflicto se dio en Portugal y provocó una dictadura, se permitió la independencia de ciertos territorios, factor que tuvo lugar después de la dictadura. En la radio sonó una canción llamada "Y después del adiós "  en la que se entonaba un verso que decía que el pueblo es el que más ordena en la ciudad. Frente a esto y unos largos años de dictadura, el pueblo se alzó ocupando los puntos estratégicos del país prohibidos por el régimen, veinte minutos después de la emisión de esta canción se inició el alzamiento militar, convirtiendo esta canción como un símbolo de libertad.  La población empezó a salir a apoyar a los alzados entregando claveles, los iban colocando en la boca de los fusiles y de los cañones para mostrar que no querían empezar una revolución violenta. De esta forma, gracias a la emisión de la canción en la radio y a la unión del pueblo, se puso fin a cincuenta años de dictadura. Se restauró el país creando un Estado Nuevo que cambió la democracia en Portugal. Paralelo a estos conflictos, la radio también cobra un papel muy importante en otros conflictos como pueden ser la Bomba de Hiroshima, la llegada del hombre a la Luna o la invasión Nazi en Francia. Durante todos estos conflictos tuvo un papel muy importante en torno a la comunicación y fue muy útil para finalizar con movimientos que no favorecían al pueblo.   

### Radios de baja potencia
En la historia reciente de la radio, han aparecido las radios de baja potencia, constituidas bajo la idea de radio libre o radio comunitaria, la idea de oponerse a la imposición de un monólogo comercial de mensajes y que permitan una mayor cercanía de la radio con la comunidad, en diferentes partes del mundo. Este tipo de radio utilizan transmisores cuya potencia de salida está en el rango de ½ 40 vatios (watts) y tienen un tamaño físico similar a un ladrillo. Esta tecnología sumada a otros equipos de bajo costo (mezcladoras, reproductoras, filtro, antena), permiten poner la propia voz al aire.

### Radio por Internet
Hoy en día la radio a través del Internet avanza con rapidez. Por eso, muchas de las grandes emisoras de radio empiezan a experimentar con emisiones por Internet, la primera y más sencilla es una emisión en línea, la cual llega a un público global, de hecho su rápido desarrollo ha supuesto una rivalidad con la televisión, lo que irá aparejado con el desarrollo de la banda ancha en Internet. Una variante interesante de la radio por internet es el podcast, que consiste en la distribución de archivos de audio, generalmente en formato episódico, que pueden ser escuchados en línea o descargados para su reproducción posterior. Cualquier persona con un micrófono, un ordenador y acceso a una plataforma de publicación puede producir un podcast, lo que ha democratizado la creación y difusión de contenido sonoro.

### Radio digital
A la fecha, existen tres sistemas de radiodifusión digital conocidos con repercusión a nivel mundial: DAB (transmisión digital de audio), IBOC (in-band on-channel) y DRM (Digital Radio Mondiale), pero ésta más se refiere a la radio que se encuentra en los teléfonos móviles. Sus estaciones cuentan con un mejor equipo de mejor calidad y más avanzado, pero esta para desarrollarse se necesita una antena pequeña que pueden ser los auriculares.[cita requerida]

#### Apagón analógico
- 2015-2018 Reino Unido[7]
- 2017 Noruega[8]
- 2019 Dinamarca[9]
- 2022 Suecia[10]
- 2024 Suiza[11]
- 2025 Alemania

## Lenguaje radiofónico
Como medio de comunicación, requiere una forma de transmisión concreta. El acto de hablar alcanza su máxima expresión, por lo que es fundamental para el periodista radiofónico controlar su voz, que es su herramienta de trabajo. Para Zanabria, "el timbre, el tono, la intensidad, la entonación, el acento, la modulación, la velocidad y los intervalos son los matices que determinan el estilo de la radio".
Es necesaria una buena vocalización y leer con naturalidad para no caer en errores de tipo gramatical y que se comprenda bien el mensaje que se desea transmitir.
El lenguaje radiofónico está compuesto por unas reglas que hacen posible la comunicación. Cada una de ellas aporta un valor necesario para la comprensión del mensaje:
- La voz aporta la carga dramática.
- La palabra, la imagen conceptual.
- El sonido describe el contexto físico.
- La música transmite el sentimiento.
- El silencio, la valoración.

### Mensaje radiofónico
La radio transmite su mensaje en forma de sonido. Según Mariano Cebrián, catedrático de periodismo, "la técnica es tan determinante que se incorpora a la expresión como un sistema significante más".
El mensaje radiofónico se produce gracias a una mediación técnica y humana, que expresa un contexto narrativo acústico. Según Vicente Mateos, "el mensaje radiofónico debe cumplir unos principios comunicativos para que llegue con total eficacia al oyente", tales como:
- Audibilidad de los sonidos.
- Comprensión de los contenidos.
- Contextualización.

## Lenguaje radiofónico: redacción radiofónica
Si la actualidad y la rapidez son los aspectos más relevantes de la información, es evidente que la simultaneidad y la inmediatez prestan un gran servicio a la información. La radio será la primera en suministrar 'la primera noticia' de un acontecimiento y ésta es una de las principales características del periodismo radiofónico. 
La radio como medio informativo puede desempeñar un papel muy diferente. Además de transmitir lo más rápidamente posible los acontecimientos actuales, puede aumentar la comprensión pública a través de la explicación y el análisis. Esta profundización en los temas cuenta con la ventaja de poder ser expuesta por sus conocedores, sin pasar por el tamiz de los no expertos —en este caso los periodistas— como no sea para darle unas formas comunicativas adecuadas al medio. Se cuenta además, en este sentido reflexivo, con la capacidad de restitución de la realidad a través de las representaciones fragmentarias de la misma vehiculadas con su contorno acústico. Así, frente a la brevedad enunciativa de la noticia radiofónica se sitúa el reportaje, la entrevista, la mesa redonda, la explicación; en definitiva, la radio en profundidad. 

De este modo la radio se opone a las teorías que la sitúan como incapaz de una comunicación de mayor nivel que la simple transmisión de noticias, cuando la "incapacidad" ha radicado siempre en el desconocimiento de la naturaleza del fenómeno radiofónico.
 Faus, 1973

En otras ocasiones, que son la mayoría, el empeño se debe mucho más al perfecto conocimiento del medio que a su desconocimiento. En esta perspectiva, reducirla a un medio que suministra 'información nerviosa por sistema' contribuye a ofrecer una visión parcializada del entorno que dificulta la comprensión de los fenómenos sociales. La importancia de la radio como medio informativo se debe a otra característica más: su capacidad de comunicar con un público que no necesita una formación específica para descodificar el mensaje. Este hecho tiene importancia en un público que no sabe leer, pero sobre todo adquiere mayor importancia para todos aquellos que no quieren o no tienen tiempo para leer. Así, la radio juega un papel informativo relevante en las sociedades subdesarrolladas con un porcentaje elevado de analfabetos. Este papel aún resulta más importante en sociedades superdesarrolladas en las que la organización del tiempo aboca a los buscadores de información a recogerla en la radio ya que les permite realizar otras acciones simultáneamente. Hay que añadir que, por lo general, estas sociedades están en pleno auge de la cultura audiovisual, que desplaza a un segundo término la cultura impresa. 
Las mismas características que hacen de la radio el medio informativo por excelencia, influyen y determinan la estructura de la información radiofónica que tiene dos características esenciales: brevedad y sencillez. Ambas en función de la claridad enunciativa que contribuye a la eficacia del mensaje radiofónico. Al redactar un texto periodístico para la radio, hay que pensar que se va a elaborar un texto para ser oído, para ser contado, y no para ser leído. Esta actitud facilitará la difícil tarea de ofrecer en unas cuantas frases breves y sencillas la misma información que en el periódico ocupará varios párrafos de elaboración literaria. En definitiva, se necesita un cambio total de mentalidad para escribir para la radio. Este cambio de mentalidad afecta a tres aspectos: la puntuación, la estructura gramatical y el lenguaje.

### Puntuación
Resulta difícil cambiar los hábitos de puntuación que se han cultivado durante años, pero es imprescindible hacerlo. En radio, la puntuación sirve para asociar la idea expresada a su unidad sonora y, por tanto, para marcar unidades fónicas y no gramaticales como es usual en la cultura impresa. Para marcar estas unidades fónicas solo se necesitan dos signos de amplia gama que nos ofrece la escritura. Estos son la coma y el punto. 
- Coma

En el texto radiofónico marca una pequeña pausa que introduce una variación en la entonación y da lugar a la renovación de aire si es preciso. No se debe utilizar este signo si en la expresión oral no hay que realizar esa pausa, aunque fuera correcta su colocación en la redacción impresa. Cualquier alteración de esta norma contribuye a que la lectura de ese texto sea eso, una 'lectura' y no una 'expresión hablada' de unas ideas.
- Punto

Es la señal que indica el final de una unidad fónica completa. La resolución de entonación que marca el punto puede ser de carácter parcial (en el caso de los puntos que marcan el final de una frase) y de carácter total (en los puntos que marcan el final de un párrafo). El punto señala una resolución de entonación más, que es la correspondiente al punto que indica el final del discurso y que tiene carácter culminante. El punto final de una frase supone una pausa más larga que la coma y al final de un párrafo indica una pausa algo mayor. Si se aplican correctamente estos signos la respiración no se encontrará con dificultad alguna y su realización no supondrá ninguna distorsión para la entonación. 
El resto de signos son casi innecesarios en su totalidad. Ninguna razón justifica la utilización del punto y coma (;), los dos puntos (:) o el punto y guion (.-). Con respecto a los paréntesis y a los guiones hay que tener en cuenta que en la mayor parte de los casos se introducen ideas adicionales que podrían perturbar la comprensión de la idea principal que tratamos de expresar.

### Estructura gramatical
Se utiliza en radio para perseguir la claridad y la sencillez expresivas. La claridad va a ser la principal característica de la redacción en radio. Una claridad que deberá ser extensible a otros medios periodísticos, ya que responde a lo que Núñez Ladeveze denomina 'funciones periodísticas de la comunicación': máxima concentración informativa, rapidez de lectura y mínimo esfuerzo de interpretación. 
Estas características son más importantes en radio, si cabe, ya que en la descodificación se realiza en presente y no hay posibilidad de revisión. Hay dos razones más por las que es aconsejable la utilización de una expresión clara y sencilla en la redacción radiofónica. Por un lado, la diversidad del público y, en segundo lugar, las diferentes situaciones de audiencia. A la heterogeneidad hay que añadir las diferentes situaciones en que se encuentra el receptor en el momento de efectuar la descodificación. La radio ayuda a que la recepción del mensaje sea compatible con otras actividades, en especial con las que tienen un carácter manual. Las frases deben ser cortas, y para ello hay que recurrir a la estructura gramatical más sencilla, que es la compuesta por sujeto, verbo y complemento. No es recomendable la utilización de frases subordinadas y sí las coordinadas, ya que introducen la redundancia temática, una categoría positiva en el discurso radiofónico.
Para evitar la monotonía que supone una frase corta tras otra, se dispone de dos tipos de recursos. Por un lado, la combinación de las frases sencillas con aquellas otras a las que se les ha añadido material adicional. El otro son los enlaces de entonación que dan continuidad a las ideas. Se trata de escribir un estilo coloquial. Por lo tanto, el principio de la economía de palabras ha de estar en nuestra mente a la hora de redactar un texto radiofónico.

### Lenguaje radiofónico
Con esta denominación no nos referimos al lenguaje oral exclusivamente. La música, el ruido, silencio y los efectos especiales son parte también del lenguaje radiofónico.
Este lenguaje debe utilizar un vocabulario de uso corriente, optando siempre por la aceptación más común de un término. Hay que utilizar también términos definitorios en la perspectiva de la economía de palabras que hemos aceptado como objetivo. En este sentido, los adjetivos son innecesarios casi siempre ya que aportan poca información. Su utilización en radio solamente es aceptable cuando el matiz que aportan ayuda a precisar la idea que se transmite. También debe eliminarse el adverbio, ya que su acción modificadora es en general innecesaria si se utilizan términos definitorios. Los más justificables son los de tiempo y lugar.
El verbo tiene un papel muy importante en la información radiofónica. Para ser más exactos el tiempo del verbo, ya que es uno de los elementos que denota más actualidad. En la redacción de la notícia de radio, el verbo hay que utilizarlo en presente de indicativo y en voz activa. El pasado no es noticia en radio. El presente denota inmediatez y, por tanto, actualidad. En caso de no poder utilizar el presente recurriremos al pretérito más próximo, que es el perfecto. Como último recurso, el indefinido. 
Como hemos mencionado anteriormente, la actualidad y la inmediatez son las principales característica de la información radiofónica. Esta actualidad debe quedar patente en los servicios informativos de una emisora y para ello hay que tener en cuenta aquellos recursos que remarcan dicha actualidad en radio. Podemos establecer tres grandes grupos: recursos técnicos, redaccionales y de programación.
- Recursos técnicos

Podemos señalar la utilización del teléfono, las unidades móviles y las grabaciones en el lugar de los hechos.
- Recursos redaccionales

La utilización del verbo en tiempo presente, así como el uso de palabras y frases que denotan actualidad, como por ejemplo, "en estos momentos...", "al iniciar esta transmisión...".
- Recursos de programación

La inclusión de nuevos aspectos de las noticias dadas en anteriores servicios informativos. No basta con cambiar el redactado de las noticias, sino que hay que ofrecer nuevos datos, nuevos ángulos y repercusiones a lo largo del día.
En cuanto a los guiones, hay que señalar que la ley del péndulo ha sido aplicada a su consideración. Se ha pasado de la utilización del guion hasta para toser a la improvisación total. Últimamente, en radio, se utilizan los guiones indicativos o pautas. Este tipo de guion contiene las indicaciones técnicas y temáticas imprescindibles para lograr el acoplamiento del realizador y el editor-presentador. El guion indicativo contendrá el cronometraje de cada intervención, la persona que la realizará y especial atención a todas las fuentes de audio que intervengan.
Teniendo en cuenta todas las características de la redacción radiofónica, se concluye que no debe leerse un texto en radio si previamente no se reelabora, no solo para darle un estilo propio, sino, principalmente, porque la estructura y concepción del mensaje de agencia o de los comunicados, es estructuralmente la de la expresión escrita, y en muchas ocasiones puede dar al error o a la deficiente recepción que tenga el oyente de ella.

## Lenguaje radiofónico: identidad radiofónica
La producción artística es una dimensión que atraviesa todo lo que sucede al aire de una emisora. Pero va más allá de las piezas que rotan en una programación. Se trata de una dimensión constitutiva del aire, íntimamente vinculada con lo que se propone una radio, con la identidad y con la orientación que quiere alcanzar.
A través de una estética sonora, da cuenta de la identidad de cada proyecto, del perfil y la manera en que ese perfil es oído. No se reduce solo a los separadores, institucionales o cortinas que suenan en la radio, sino que abarca una cantidad de decisiones conceptuales, políticas y técnicas de cada emisora.
El desafío de toda producción radiofónica es articular sus programas con un denominador común. Generar una continuidad en la que los contenidos y la artística se enlacen armónica y atractivamente, teniendo en cuenta la diversificación de la audiencia y sus niveles de atención. Para ello es muy importante la producción artística (institucionales, avances, musicalización, publicidades) para generar esa síntesis.

### Tipos de artística
- Apertura: es una pieza editada que servirá para abrir el programa. Esta abarca distintos tipos de matices que pueden usarse para llegar a ese resultado: locuciones, música, efectos, sonidos de archivo. El punto de esta pieza es mostrar un quiebre en el aire, es decir, de alguna manera, ponerle fin a algo (puede ser una tanda publicitaria, un tema musical, un informativo, etc.) y dar pie al inicio de un programa.

- Cortina: su función principal es la de generar una ambientación referida al tipo de información que se va a manejar en ese momento exacto del programa. Hay tanto instrumentales como cantadas.

- Separador: tal su nombre, tiene como objetivo “separar” artísticamente otros dos recursos que no pueden ir juntos ya sea por su naturaleza o por una cuestión meramente estética. Puede usarse también para abrir o cerrar bloques genéricos, para ir y volver de una tanda, etc. Un separador puede pertenecer a la emisora o a los programas de la misma. Por lo general poseen cortina y/o algún efecto, la duración no supera los 20".

- Pastilla: es una pieza radiofónica que puede ser de varios minutos y es de mayor duración que un separador. Con esta pieza se busca mostrar o definir la identidad del programa de una forma indirecta; contando artísticamente la filosofía, la idiosincrasia, el target y con guiños a los oyentes, en qué consiste el programa sin mostrar directamente los contenidos.

Un buen ejercicio es escuchar y comparar diversas piezas institucionales de distintas radios, para entrever qué sentidos se construyen en ellas, qué propósitos se traducen en esos sonidos y qué audiencias se configuran.

### Musicalización
La suma de canciones que se escuchan en una radio es parte de su identidad. Musicalizar no es solo pasar las canciones que nos gustan. También pone en juego la investigación: conocer nuevos artistas y canciones y experimentar con un criterio para organizarlas. Contemplar los momentos del día y los hábitos de quienes nos escuchan son aspectos a tener en cuenta al diseñar esta invitación musical. En cada emisora existe, al menos, un criterio de musicalización: los hits, las canciones retro o la música en castellano son algunos de los perfiles posibles.

### Publicidad
El objetivo del lenguaje publicitario es persuadir, convencer al oyente de que el producto publicitado es la solución a su problema o que debe formar parte de su vida cotidiana. Por ello, muchas publicidades apuntan a generar nuevos hábitos de consumo en quienes las escuchan.
La publicidad es un formato que permite poner en juego todos los recursos expresivos del lenguaje radial. Como muchas piezas breves, funciona por repetición. Por eso es muy común oír de manera frecuente el mismo spot a través de una franja de la programación.

## Géneros radiofónicos

### Géneros periodísticos
La radio es el medio en el que algunos géneros del periodismo clásico alcanzan su máxima expresión. Un ejemplo es la entrevista, el debate y la tertulia. La adaptación de los géneros periodísticos a la radio se caracteriza por la riqueza expresiva y el carácter personal que se incorpora al mensaje transmitido. Las claves para una buena comunicación son contenidos concisos, claros y directos. De esta manera se producirá un mayor efecto de atracción sobre la audiencia.
Los géneros radiofónicos podrían clasificarse de la siguiente manera:
- El reportaje
- La crónica
- La crítica
- El comentario
- El editorial
- La entrevista
- La tertulia
- El debate
- La cuña
- El resumen

### Géneros no periodísticos
- Radioteatro
- Transmisión de música